# Tollpöstchen

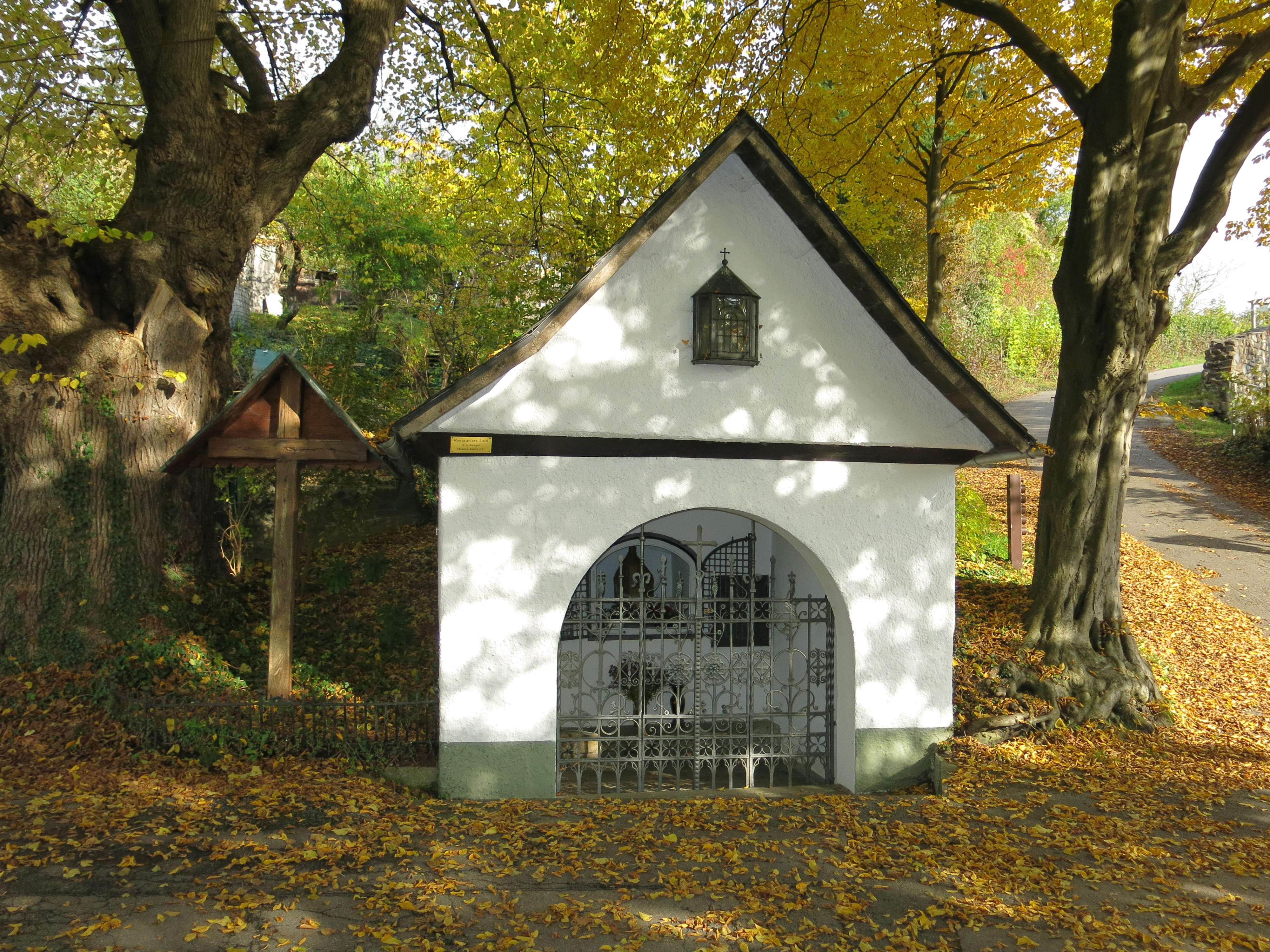
Das Zollpöstchen in Arnsberg

Das Tollpöstchen, auch Tollpöstken (=Zollpöstchen), ist eine historische Zollstation in Arnsberg und dient vermutlich bereits seit dem 17. Jahrhundert als Wegekapelle.

## Geschichte
Das denkmalgeschützte Gebäude liegt unterhalb des Schlossberges an der alten Straße nach Soest. An dieser Stelle befand sich der Burggraben, der den Zugang zum Schloss nach Norden schützte. Im 18. Jahrhundert wurde der Graben verfüllt. Es handelt sich um einen kleinen Kubus mit hinten abgewalmtem Schieferdach. Das Häuschen steht im Schutz einer alten Linde, diese ist Naturdenkmal.
Dort wurden im Mittelalter bis etwa in das Jahr 1600 Zölle erhoben. Diese Funktion endete mit der Verlegung der Zollerhebung an die Oleypforte in der Stadtmauer.
Danach wurde das Gebäude in eine Wegekapelle, geweiht der Maria, umgewandelt. Bis 1930 wurde der Innenraum durch eine Tür verschlossen. Seither existiert ein offener Torbogen. Auch der Innenbereich wurde umgestaltet. Den Zugang verschließt ein schmiedeeisernes Gitter im Stil der Neorenaissance.
Im Inneren befand sich lange Zeit eine Pietà. Diese Figur hatte neben der Marienfigur am Rathaus ein besonderes Ansehen. Viele Stiftungen waren der Figur gewidmet.
Bei der Bombardierung des Arnsberger Viadukts unterhalb der Wegekapelle im Jahr 1945 wurde auch das Zollpöstchen schwer beschädigt. Ein sich dort befindendes Tafelgemälde und die Madonna wurden gestohlen. Nicht verschwunden war ein offenbar als wertlos erscheinendes Kruzifix. Dieses spätromanische, kunsthistorisch bedeutende „Arnsberger Cruzifixus“ befindet sich heute in der Propsteikirche. Bereits im selben Jahr wurde die Kapelle wieder hergestellt. Als Ersatz für die Madonna ließ man eine neue Schutzmantelmadonna anfertigen.
Das Zollpöstchen wird vom Arnsberger Heimatbund betreut. Im Jahr 2001/2002 wurde das Häuschen umfassend restauriert.